# Gregor von Spoleto
Gregor von Spoleto († um 304 in Spoleto in Italien) war ein Priester und Märtyrer aus Spoleto. Er wird in der katholischen Kirche als Heiliger verehrt. Sein Festtag ist seit 1969 der 23. Dezember, zuvor war es der 24. Dezember.

## Legende

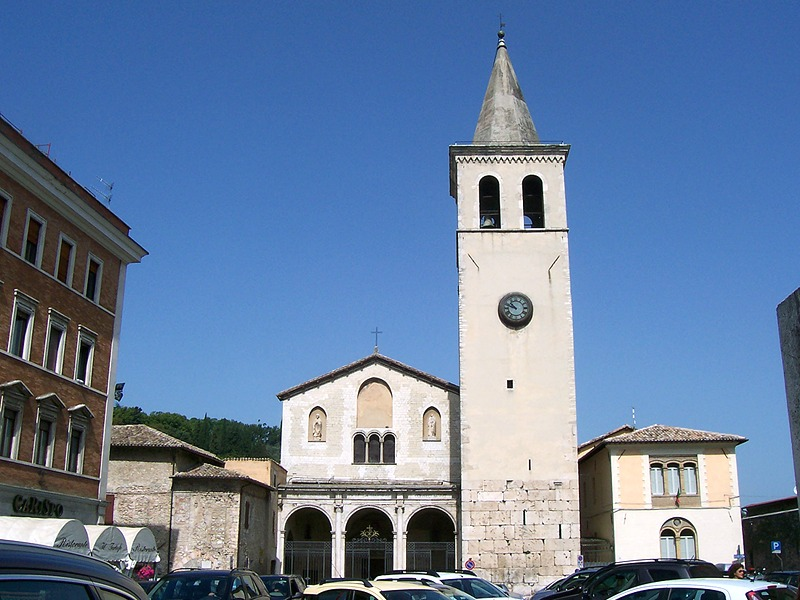
Basilica di San Gregorio Maggiore, legendarischer Ort des Martyriums Gregors

Die Heiligenlegende um Gregor von Spoleto soll etwa zum Ende des fünften oder zu Beginn des sechsten Jahrhunderts entstanden sein. Demnach sei der Priester Gregor während der Christenverfolgungen unter den Kaisern Maximian und Diokletian für seinen Glauben gefoltert und enthauptet worden. Die Acta Sanctorum nennen das Jahr 304 für dieses Ereignis und erwähnen ein auf den Heiligen zurückgeführtes Wunder, dessen Dokumentation von Baronius entdeckt worden sei.
Nach seinem Tod soll Gregor von einer christlichen Frau außerhalb Spoletos an der Stelle begraben worden sein, wo heute die Basilica di San Gregorio Maggiore steht.

## Reliquien
Seit dem 10. Jahrhundert, zur Zeit des Erzbischofs Bruno, befinden sich die Gebeine des Heiligen im Kölner Dom und sind somit vermutlich die ältesten erhaltenen Körperreliquien in der Kathedrale. Dies wird aus den Erwähnungen in der Lebensgeschichte Brunos durch Ruotger sowie aus dem Testament des Erzbischofs geschlossen. Sie werden zusammen mit den Reliquien der Heiligen Drei Könige im Dreikönigenschrein aufbewahrt, es ist jedoch unbekannt, wann sie dahin überführt wurden. Bei einer Untersuchung im Jahr 1864 wurden die Überreste Gregors ausführlich dokumentiert, man fand Stücke aus allen Bereichen des Skeletts inklusive kleinerer Knochen, woraus man schließen könnte, dass ursprünglich ein im Wesentlichen vollständiges Skelett Gregors nach Köln gebracht worden ist. Doch gibt es mehr oder weniger zuverlässig dokumentierte Gregorreliquien in Italien und Frankreich. Der Schädel des Heiligen wurde im 16. Jahrhundert dem Schrein entnommen und in einem silbergetriebenen Büstenreliquiar untergebracht, das heute in der Domschatzkammer aufbewahrt wird.